# Região Turística Rota Norte
Região Turística Rota Norte Sul-Mato-Grossense  é a denominação dada pela indústria do Turismo á região norte do estado de Mato Grosso do Sul, que abrange 12 municípios: Alcinópolis, Bandeirantes, Camapuã, Costa Rica, Chapadão do Sul, Coxim, Figueirão, Pedro Gomes, Rio Verde de Mato Grosso, São Gabriel do Oeste e Sonora. É uma das 10 regiões turísticas oficiais deste estado.
Nos últimos anos, os municípios pertencentes a Rota Norte se organizaram para que a área recebesse sinalização turística por parte do Ministério da Integração Nacional. Também tem havido vários cursos profissionalizantes e de aperfeiçoamento para trabalhadores da indústria do turismo, além de esforços para a estruturação e comercialização dos roteiros turísticos da região.

## Território
Possui Limites com as Regiões Turísticas do Pantanal, Caminho dos Ipês, Costa Leste e Vale do Aporé.

## Segmentos
Turismo histórico cultural, agrotecnológico, de aventura, observação de pássaros, pesca, negócios e eventos, ecoturismo, rural, ecotemático, safári fluvial.

## Atrativos
A Rota Norte, com a sua riqueza do potencial turístico e econômico, credencia a região como pólo produtivo de peso em Mato Grosso do Sul. Compartilha uma mostra das belezas naturais, da história, da cultura e do potencial turístico, estimulando, assim, o desejo de conhecer e vivenciar de perto toda emoção que esta região pode oferecer. Belas cachoeiras intactas e preservadas, riachos, córregos e ribeirões, piscinas naturais, cupins luminosos, sítios arqueológicos, grutas com inscrições rupestres, serras, morros, cânions e clima agradável, compõem o cenário ideal para prática do eco turismo, turismo rural, de aventura e safári ecológico.
Na imensidão dos campos, o clima é favorável ao homem que retira da terra fértil o seu sustento e transforma o imenso cerrado em um tapete dourado de grãos tornando o sonho em progresso. A pecuária entre a simplicidade e tecnologia de ponta há a preocupação com o equilíbrio do meio ambiente com suas Unidades de Conservação, Áreas de Preservação Ambiental e recuperação das matas ciliares.

### Histórico
Terra de rochas de 400 milhões de anos, lapidadas pelo vento, formam esculturas que encantam pela beleza de suas formas e instigam a imaginação. Terra dos bravos índios Caiapós e Coroados, banhada pelos rios Coxim, Correntes, Piquiri, Sucuriú e Taquari. Porta de entrada para a natureza intocada do Pantanal dos Paiaguás e o Pantanal da Nhecolândia que abriga baías, salinas, corixos, tuiuiús, garças, jacarés, capivaras, peixes e tantos outros animais que convivem em perfeita harmonia com os habitantes locais. Na Rota das Monções algumas cidades surgiram como entrepostos de apoio às Expedições colonizadoras que em meados de 1700 subiam os rios em busca do ouro das minas de Cuiabá. Passaram os anos, nordestinos, paulistas, mineiros, goianos, paranaenses e gaúchos vieram para região de terras produtivas.

### Negócios e Eventos
As feiras agropecuárias, as festas de peão de boiadeiro, festas religiosas, festas tradicionais e muitos outros eventos do gênero, proporcionam a evolução dos mercados turísticos, entretenimento e de artesanato, consolidando a região, contribuindo e fortalecendo a inserção social, econômica e cultural das comunidades da região.

### Cultura
Nossa gente simples, mas com mãos hábeis que transformam barro, palha, folha de buriti, bambu, madeira, bagaço de cana, couro, fios de algodão em expressão da arte e da cultura de seu povo.

#### Gastronomia
Na Rota Norte MS destacamos na culinária regional: a paçoca de carne seca, feita com carne – de – sol e farinha de mandioca socada no pilão, prato este, colocado em segundo lugar na “ Feira Internacional 1° Salão de Turismo de Mato Grosso do Sul”, o empamonado, perfumado com pimenta bodinho; churrasco com mandioca, arroz carreteiro, com pequi, com guariroba e variados pratos a base de peixe.

#### Artesanato
Artesanato Terra Cozida do Pantanal, cerâmicas moldadas no torno ou na mão, expressa as riquezas naturais da fauna e flora do homem pantaneiro. Arpeixe, mulheres pescadoras que descobrem uma nova oferenda dos peixes: o couro. E aprendem a transformar pele de peixe em valiosos acessórios femininos feitos a mão.

## Municípios
As cidades são hospitaleiras, tranqüilas e aconchegantes que recebem seus visitantes de braços abertos para diversão e lazer com suas animadas festas populares e comidas típicas o ano todo. São elas:
 Alcinópolis
Alcinópolis, de 4.570 habitantes, está situado numa das regiões agrícolas de maior altitude do estado, produzindo uma grande quantidade de semente de soja e algodão com excelente qualidade. O município e um dos primeiros em produtividade do estado de Mato Grosso do Sul. Se destaca aqui a Casa da Pedra, Gruta do Pitoco e Mão de Deus.
 Bandeirantes
Com 6.598 habitantes, Bandeirantes localiza-se a menos de 100 km da capital do estado e é conhecida por ter a mesma padroeira do Brasil, Nossa Senhora Aparecida. Destaca-se a agricultura, cultura cíclica, agricultura e pecuária de pastagem.
No turismo destaques para a Caverna do Mimoso, Cachoeira da Pontinha e Fazenda Alvorada
 Camapuã
Com 13.648 habitantes, sua principal atividade é a Pecuária, sendo conhecida nacionalmente como Capital do Bezerro de qualidade.
 Costa Rica
Com 19.689 habitantes, é a Capital Estadual do Algodão e dos Esportes de Aventura, pois possui um grande potencial turístico em exploração. Está inserida nas 100 cidades mais promissoras do Brasil, podendo tornar-se, em breve, um pólo regional turístico.
O Parque Municipal do Rio Sucuriú atrai turistas o ano todo, além de possuir a maior tirolesa do estado (a segunda maior do Brasil), outras tirolesas, rapel, piscinas, arvorismo, rafting, trilhas entre outros. Outros pontos turísticos: Parque Estadual das Nascentes do Taquari, Parque Natural Municipal da Lage, Parque Nacional das Emas, RPPN Ponte de Pedra, Cachoeira das Araras, Cachoeira da Rapadura, Gruta do Tope da Pedra, Água Santa do Paraíso, Capela do Santo Fujão, Canyon do Engano.
 Coxim
Maior cidade da Rota Norte, com 32.180 habitantes, Coxim está situada numa região dominada antigamente por índios caiapós. É conhecida por denominações populares como "Portal Monçoeiro do Pantanal", "Capital do Peixe" e "Terra do Pé-de-cedro". Município situado na borda setentrional da Bacia do Alto Paraguai, Coxim é um dos principais pontos de pesca do país atraindo milhares de turistas, pescadores amadores, que buscam as águas piscosas dos rios Taquari, Coxim, Jauru e Piqueri. É um centro econômico e turístico regional, sendo nacionalmente conhecida por abrigar diversos ícones paisagísticos, como as cachoeiras Salto, Palmeiras e os Rios Taquari e Coxim. É o maior município da região norte de Mato Grosso do Sul, sendo o mais populoso da região e um dos únicos da mesma conhecidos nacionalmente.
Com mais de quatrocentos ranchos de pesca, entre hotéis pesqueiros e áreas para camping, a cidade possui um dos maiores complexos pesqueiros do centro-oeste do Brasil e um dos maiores pólos ecoturísticos do pantanal. São dezenas de hotéis, pousadas rurais, fazendas, restaurantes, bares, lanchonetes, boates e clubes à disposição do turista, além de uma imensa variedade em artes e artesanato regional. A gastronomia local também é uma atração à parte, toda a base de peixes e especiarias do Pantanal e Cerrado. Sua natureza exuberante, importância histórica, cultura popular, infra-estrutura em equipamentos e serviços, além de seus maravilhosos produtos ecoturísticos fazem de Coxim não apenas uma rota alternativa no Centro-Oeste Brasileiro, mas também um dos maiores centros de visitação e ecoturismo de Mato Grosso do Sul. Tudo isso faz com que o ecoturismo seja uma das mais importantes fontes de renda do município. Em seus rios encontram-se peixes como o pacu, o pintado, o dourado, o cachara, piaus, piraputangas e curimbas entre outros.
 Figueirão
Com 2.927 habitantes, é conhecida pelo apelido de Terra da Pedra Bonita sendo também um excelente destino eco-turístico da região.
A cultura figueirãoense sempre foi um marco muito grande. Sendo que, Figueirão é conhecido na região pela tradicional festa de Nossa Senhora da Abadia, realizada anualmente e que conta com um grande número de visitantes. A festa já passou do 50.º aniversário, e a cada ano ela fica mais emocionante. As festas não param por aí, tem ainda a tradicional festa em devoção de Santa Luzia, oReveillon, e o Rodeio em comemoração ao aniversário de Figueirão.
Em relação aos trabalhos manuais, Figueirão conta com um grande número de pessoas que fazem tradicionais tapetes, com retalhos de roupas, bordadeiras, crocheteiras, dentre outros tipos de trabalhos que são passados, na maioria dos casos, de "mãe para filha".
Figueirão, conta ainda com a Comunidade dos Quilombolas, na comunidade de Santa Tereza. Um grande destaque de Figueirão, são os catireiros, dançadores de catira, uma dança muito comum na região, da qual batem os pés e as mãos quando dançam. A maioria das festas realizadas no município, são "regadas" com muita música sertaneja e chamamé.
A comida típica de Figueirão é o frango com bacuri, o arroz carreteiro e o churrasco. São poucas as festas que não oferecem esses pratos.
 Pedro Gomes
Pedro Gomes é uma pequena cidade de 7.967 habitantes situada no extremo norte de Mato Grosso do Sul que possui como pontos turísticos: Balneário Estância Dallas Água Branca, Cachoeira Água Branca, Cachoeira Tauá, Flora de Pedro Gomes, Morro Timbaiari ou Ondino, Rio Taquari, Salto das Bromélias, Salto do Macaco e Salto do Tauá.
 Rio Verde de Mato Grosso
Com 18.892 habitantes, a cidade começou a investir no turismo a pouco tempo, em razão disso não há ainda uma grande estrutura para visitação das cachoeiras e formações rochosas. As exceções são os balneários "Quedas D’água" e "Sete Quedas", que tem fácil acesso e pousadas e área de camping disponíveis para turistas. O município também conta com sítios arqueológicos, trilhas, cavalgadas e rapel que são encontrados na Fazenda Igrejinha Ecoturismo e Aventura que fica na área rural a 18 km da cidade. Também na estrada do pantanal encontra-se o mirante do Pindaivão.
As festas mais importantes e tradicionais da cidade é a de sua emancipação, da padroeira do município (Nossa Senhora Auxiliadora), o Carnaval e a EXPOVERDE (Exposição Agropecuária).
 São Gabriel do Oeste
Com 22.164 habitantes, o município possui o terceiro melhor IDH do estado de Mato Grosso do Sul, com 0.808.
Fundada por gaúchos e sul-mato-grossenses, tem como tradição os costumes gaúchos, desde o churrasco ao chimarrão. Também recebeu influência dos primeiros colonizadores da região, vindos de Minas Gerais no final do século XIX.
São Gabriel do Oeste é o maior produtor de suínos e avestruzes do Estado de Mato Grosso do Sul, produzindo mais de 105 mil leitões e 5 mil cabeças de avestruz.[carece de fontes] Também é o maior produtor de soja do estado.[carece de fontes]
 Sonora
Sonora possui 14.867 habitantes e apresenta como vocação duas grandes vertentes impulsionadoras para o seu desenvolvimento que são a agroindústria e o turismo de eventos. A cidade fica a meio caminho entre as capitais do MS (Campo Grande) e MT (Cuiabá).
Os seus pontos turísticos são Cachoeira Sumidouro, Cachoeira da Hidrelétrica, Cachoeira Rainha, Cachoeira da Água Bonita, Cachoeira da Água Branca, Cachoeira das Bromélias e do Trator, Gruta Boa União, Gruta Boa União, Prainha do Correntes e Vale das Pedras.

## Infraestrutura

### Transporte
A região é atravessada pela rodovia federal BR-163, que a liga, ao sul, com Campo Grande, a capital do Estado e, ao Norte, com Cuiabá (MT). Outra importante rodovia é a BR-060, que liga a BR-163 á Goiânia e Brasília.
No transporte aéreo se destaca o Aeroporto de Coxim, que no momento está desativado mas há planos de sua reativação.

### Hospedagem
A rede hoteleira é composta por variados tipos de hotéis.

### Saúde
Todas as cidades contam com hospitais públicos municipais.

### Segurança
A Rota Norte é atendida por delegacias da polícia civil e militar.

### Comércio
a Rota Norte é atendido principalmente por supermercados e lojas de conveniências.

### Sistema bancário
Várias agências privadas e públicas, com destaque o Banco do Brasil e Caixa Econômica Federal

### Comunicações
A região é atendida pelas quatro operadoras de telefonia celular: Oi, Tim, Claro e Vivo.